# كاميرون موراي (لاعب اتحاد الرغبي)
كاميرون موراي (بالإنجليزية: Cameron Murray)‏ هو لاعب اتحاد الرغبي بريطاني، ولد في 31 مارس 1975 في هاويك ‏ في المملكة المتحدة.

## وصلات خارجية
- كاميرون موراي عل موقع إسبنسكروم (الإنجليزية)
- كاميرون موراي على موقع ItsRugby.co.uk (الإنجليزية)